# Nkpokiti
Nkpokiti és un nom que rep un conjunt de danses pròpies del poble Igbo, consistent bàsicament en cinc danses diferents, Egwu ogbagu, Atilogwu, Ihediegwu, Igba i Ijele. Reben el nom del seu creador, Festus Nwankwo, un mestre d'escola que creà esta combinació de danses el 1947 com un exercici per ad aprendre les danses tradicionals igbo.
Es popularitzen arran d'un concurs folklòric celebrat a Lagos el 1970, on els qui la realitzen guanyen el primer premi, posició que mantindrien els anys següents. A partir de finals de la dècada del 1970, s'exhibeix internacionalment.